# Леополд Маунтбатън
Лорд Леополд Артър Луис Маунтбатън (21 май 1889 – 23 април 1922) е принц от аристократичния род Батенберг (Маунтбатън), внук на кралица Виктория и член на британското кралско семейство.

## Биография
Роден е на 21 май 1889 г. с фамилията Батенберг. Той е син на принц Хайнрих фон Батенберг (брат на княз Александър I Батенберг) и на принцеса Беатрис (дъщеря на кралица Виктория).
През Първата световна война семейството му заменя германската си фамилия Батенберг с английската – Маунтбатън. На 14 юли 1917 Леополд приема и английската благородническа титла сър, а по-късно, през септември 1917, е удостоен и със званието лорд
През 1915 г. е награден с Рицарски кръст на Викториантския кралски орден.
Леополд страда от хемофилия, която наследява от кралица Виктория чрез майка си.
Умира на 23 април 1922 г. на 32 години по време на операция на коляното.